# Фицрой, Джордж, граф Юстон
Джордж Фицрой, граф Юстон (англ. George FitzRoy, Earl of Euston; 24 августа 1715 — 7 июля 1747) — английский аристократ и политик, заседавший в Палате общин с 1737 по 1747 год. Отец отрекся от него за жестокое обращение с женой и жильцами.

## Ранняя жизнь и образование
Фицрой родился 24 августа 1715 года. Второй сын Чарльза Фицроя, 2-го герцога Графтона (1683—1757), и леди Генриетты Сомерсет (1690—1726, дочери Чарльза Сомерсета, маркиза Вустера. В 1728 году он учился в Итонском колледже.

## Брак
В октябре 1741 года Джордж Фицрой женился на леди Дороти Бойль (14 мая 1724 — 2 мая 1742), дочери Ричард Бойля, 3-го графа Берлингтона и 4-го графа Корка (1694—1753), и Дороти Сэвилл (1699—1758). В биографии, написанной в «Истории парламента», леди Бойль была описана как «девушка с самым мягким характером, огромной красоты, рождения и состояния». После того, как она умерла 2 мая 1742 года, её мать сказала, что Дороти избавилась от «крайних страданий», которые муж леди Бойл подвергал её «крайней жестокости».

## Парламент
Фицрой баллотировался от Ковентри на парламентских выборах 15 февраля 1737 года, которые были признаны недействительными. Затем он был избран в Палату общин от Ковентри на дополнительных выборах 12 апреля 1737 года. В 1740 году он проголосовал за законопроект о месте, поддерживая администрацию, но в остальном его деятельность была неоднородной. Он был выставлен на выборах в 1747 году в Ковентри, но умер перед выборами.

## Жестокость
Отец Фицроя, Чарльз Фицрой, был особенно недоволен его жестоким поведением. Например, один из арендаторов Джорджа, отец шестерых детей, покончил с собой после того, как его заставили заплатить больше, чем его арендная плата. Арендатор заявил, что он уже заплатил всю причитающуюся арендную плату, но был бы готов доплатить, если бы это было необходимо, на что Джордж в ответ пригрозил выселить семью мужчины из его дома. Джордж несколько раз обманывал своего отца, в котором он заявлял, что сожалеет о своем поведении и поклялся измениться. Его слова, наконец, не были услышаны, когда его отец отрекся от него в августе 1743 года. Осенью 1744 года Фицрой сбежал в Италию с мисс Невилл, знаменитой красавицей с состоянием на её имя, и пообещал ей брак, который так и не состоялся.

## Смерть
Джордж Фицрой умер, не оставив потомства, 7 июля 1747 года в Бате, графство Сомерсет, Англия.